# Metalist, Sloveanoserbsk
Metalist este localitatea de reședință a comunei cu același nume din raionul Sloveanoserbsk, regiunea Luhansk, Ucraina.